# カバタシュ駅
カバタシュ駅（トルコ語:Kabataş İstasyonu）はトルコ・イスタンブールのベイオールにある、イスタンブール地下鉄とİETT（イスタンブールトラム）の駅。
イスタンブール地下鉄のF1号線と、IETTのT1号線の2路線が乗り入れ、接続駅となっている。

## 歴史
- 2006年6月29日 - F1号線とT1号線の駅が同時開業。
- 2024年 - M7号線の駅が開業・接続予定。

## 駅構造

### イスタンブール地下鉄
頭端式ホーム2面1線を有する地下駅。

#### のりば
| ↓ タクスィム ↑ 下車← \| ← 乗車 | 下車ホーム | F1号線 | 下車専用       |
| ↓ タクスィム ↑ 下車← \| ← 乗車 | 乗車ホーム | F1号線 | タクスィム行き |

### İETT（トラム）
頭端式ホーム2面2線を有する地上駅。島式ホームが乗車専用、単式ホームが下車専用ホームで分かれている。改札口はホーム頭端部にある。

#### のりば
| ↓ フンドゥクル＝ミマール・スィナン大学 ↑ ← 下車 \| ⇌ 乗車⇌ \| | 下車ホーム | T1号線 | 下車専用                                                 |
| ↓ フンドゥクル＝ミマール・スィナン大学 ↑ ← 下車 \| ⇌ 乗車⇌ \| | 乗車ホーム | T1号線 | エミノニュ・アクサライ・ゼイティンブルヌ・バグシラー方面 |

## 駅周辺
- オメル・アヴニ・モスク
- フンドゥクル職業技術アナトリア高等学校（トルコ語版）
- ボーダフォン・パーク
- ドルマバフチェ・モスク
- ドルマバフチェ宮殿
- カバタシュ商業職業高校

## バス路線
| イスタンブール大都市圏 | イスタンブール大都市圏                           | イスタンブール大都市圏 | イスタンブール大都市圏   |
| İETT                   | İETT                                             | İETT                   | İETT                     |
| 系統                   | 行き先                                           | バス停名               | バス停の場所             |
| ---------------------- | ------------------------------------------------ | ---------------------- | ------------------------ |
| 22                     | イスティニエ・デレイチ - カバタシュ              | カバタシュ (302381)    | マジュリス・メブサン通り |
| 22B                    | ベベック - カバタシュ                            | カバタシュ (302381)    | マジュリス・メブサン通り |
| 25E                    | サルイエル - カバタシュ                          | カバタシュ (302381)    | マジュリス・メブサン通り |
| 26                     | ディキリタシュ - エミニョニュ                    | カバタシュ (302381)    | マジュリス・メブサン通り |
| 26A                    | フルヤ・マハーレシィ - エミニョニュ              | カバタシュ (302381)    | マジュリス・メブサン通り |
| 26B                    | フルヤ・マハーレシィ - カバタシュ                | カバタシュ (302381)    | マジュリス・メブサン通り |
| 27E                    | シリンテペ - カバタシュ                          | カバタシュ (302381)    | マジュリス・メブサン通り |
| 27SE                   | セイランテペ - カバタシュ                        | カバタシュ (302381)    | マジュリス・メブサン通り |
| 28                     | トプカプ/エディルネカプ - ベシクタシュ           | カバタシュ (302381)    | マジュリス・メブサン通り |
| 28T                    | トプカプ - ベシクタシュ                          | カバタシュ (302381)    | マジュリス・メブサン通り |
| 29C                    | タラブヤ - カバタシュ                            | カバタシュ (302381)    | マジュリス・メブサン通り |
| 29D                    | フェラヘブラー - カバタシュ                      | カバタシュ (302381)    | マジュリス・メブサン通り |
| 30D                    | オルタキョイ/デレボユ - イェニカプ               | カバタシュ (302381)    | マジュリス・メブサン通り |
| 41E                    | アヤザー - カバタシュ                            | カバタシュ (302381)    | マジュリス・メブサン通り |
| 43R                    | ルメリヒサル - カバタシュ                        | カバタシュ (302381)    | マジュリス・メブサン通り |
| 58A                    | ポリゴン・マハーレシィ/リシトパシャ - カバタシュ | カバタシュ (302381)    | マジュリス・メブサン通り |
| 58N                    | ファーティフ・スルタン・メフメト - カバタシュ    | カバタシュ (302381)    | マジュリス・メブサン通り |
| 58S                    | レヴァズム・マハーレシィ - カバタシュ            | カバタシュ (302381)    | マジュリス・メブサン通り |
| 58UL                   | ウルス・マハーレシィ - カバタシュ                | カバタシュ (302381)    | マジュリス・メブサン通り |
| 62                     | カジタネ/ギュルテペ - カバタシュ                 | カバタシュ (302381)    | マジュリス・メブサン通り |
| 63                     | カジタネ/チェリッキテペ - カバタシュ             | カバタシュ (302381)    | マジュリス・メブサン通り |
| 70KE                   | クルトゥルシュ - エミニョニュ                    | カバタシュ (302381)    | マジュリス・メブサン通り |

## 隣の駅
イスタンブール地下鉄
 F1号線
タクスィム駅 - カバタシュ駅
IETT（イスタンブールトラム）
 T1号線
カバタシュ駅 - フンドゥクル＝ミマール・スィナン大学駅